# Vicariat apostòlic de Savannakhet

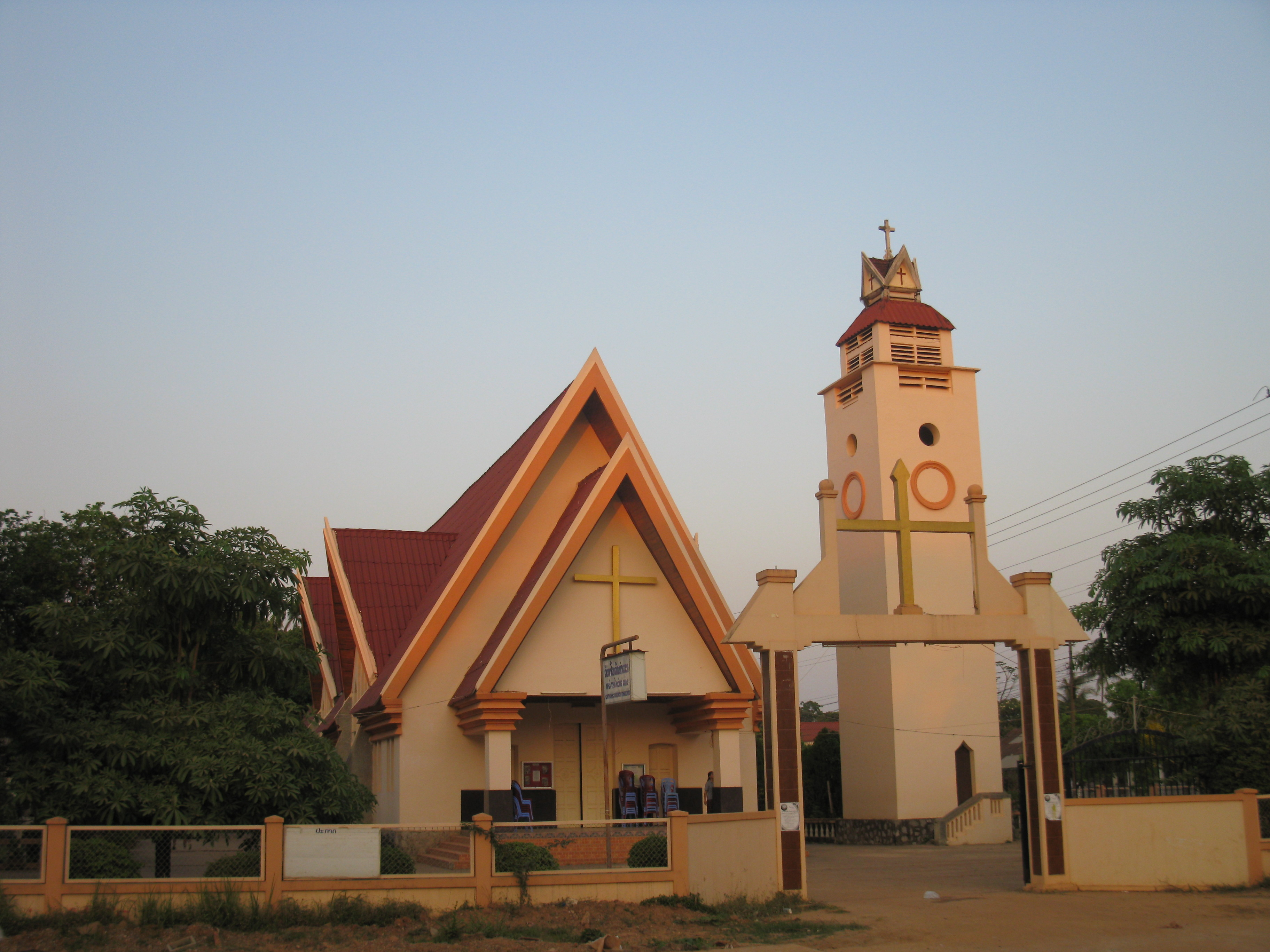
Església a Thakhek.

El vicariat apostòlic de Savannakhet (laosià: ອັກຄະສາວົກແທນຂອງສະຫວັນນະເຂດ'; llatí: Vicariatus Apostolicus Savannakhetensis) és una seu de l'Església catòlica als Laos, immediatament subjecta a la Santa Seu. Al 2017 tenia 11.059 batejats d'un total de 1.370.546 habitants. Actualment està regida pel bisbe Andrew Eugene Bellisario Jean Marie Vianney Prida Inthirath.

## Territori
El vicariat apostòlic comprèn tres Províncies de Savannakhet, Khammouane i Bolikhamxai.
La seu del vicariat és la ciutat de Thakhek, on es troba la catedral de Sant Lluís. A Savannakhet es troba la cocatedral de Santa Teresa i el seminari major interdiocesà per la formació dels sacerdots laotians.
El territori s'estén sobre 38.089 km² i està dividit en 44 parròquies.

## Història
La prefectura apostòlica de Thakhek va ser erigida el 21 dicembre 1950 mitjançant la butlla del papa Pius XII, prenent el territori del vicariat apostòlic de Laos (avui arxidiòcesi de Thare i Nonseng.
El 4 d'abril de 1957 s'amplià el territori diocesà amb la incorporació de la província d'Attapeu, que pertanyia al vicariat apostòlic de Kontum (avui diòcesi), al Vietnam.
El 24 de febrer de 1958 la prefectura apostòlica va ser elevada a vicariat apostòlic amb la butlla Qui ad Ecclesiae del mateix Pius XII.
El 26 de novembre de 1963 assumí el nom actual.
El 12 de juny de 1967 cedí una porció del seu territori a benefici de l'erecció del vicariat apostòlic de Paksé.

## Cronologia episcopal
- Jean-Rosière-Eugène Arnaud, M.E.P. † (17 de juliol de 1950 - 10 d'octubre de 1969 renuncià)
- Pierre-Antonio-Jean Bach, M.E.P. † (28 de juny de 1971 - 10 de juliol de 1975 renuncià)
- Jean-Baptiste Outhay Thepmany † (10 de juliol de 1975 - 21 d'abril de 1997 renuncià)
- Jean Sommeng Vorachak † (21 d'abril de 1997 - 14 de juliol de 2009 mort)
- Jean Marie Vianney Prida Inthirath, des del 9 de gener de 2010

## Estadístiques
A finals del 2017, el vicariat apostòlic tenia 11.059 batejats sobre una població de 1.370.546 persones, equivalent al 0,8% del total.
| any  | població | població  | població | sacerdots | sacerdots       | sacerdots       | sacerdots             | diàques | religiosos | religiosos | parroquies |
| ---- | -------- | --------- | -------- | --------- | --------------- | --------------- | --------------------- | ------- | ---------- | ---------- | ---------- |
| any  | batejats | total     | %        | total     | clergat secular | clergat regular | batejats por sacerdot | diàques | homes      | dones      |            |
| 1970 | 6.370    | 600.000   | 1,1      | 15        | 4               | 11              | 424                   |         | 11         |            |            |
| 1974 | 6.777    | 681.000   | 1,0      | 18        | 7               | 11              | 376                   |         | 11         | 51         | 16         |
| 1999 | 10.743   | 1.375.100 | 0,8      | 7         | 7               |                 | 1.534                 |         |            | 34         | 52         |
| 2000 | 10.755   | 1.536.771 | 0,7      | 6         | 6               |                 | 1.792                 |         |            | 39         | 54         |
| 2001 | 10.967   | 1.847.920 | 0,6      | 6         | 6               |                 | 1.827                 |         |            | 40         | 54         |
| 2002 | 11.526   | 2.200.750 | 0,5      | 7         | 7               |                 | 1.646                 |         |            | 40         | 54         |
| 2004 | 12.500   | 2.700.250 | 0,5      | 6         | 6               |                 | 2.083                 |         |            | 47         | 54         |
| 2005 | 14.000   | 3.250.000 | 0,5      | 6         | 6               |                 | 2.333                 |         |            | 50         | 54         |
| 2010 | 13.565   | 1.325.966 | 1,0      | 6         | 6               |                 | 2.260                 |         |            | 53         | 49         |
| 2014 | 12.317   | 1.325.000 | 0,9      | 8         | 6               | 2               | 1.539                 |         | 3          | 46         | 43         |
| 2017 | 11.059   | 1.370.546 | 0,8      | 15        | 8               | 7               | 737                   |         | 10         | 48         | 44         |